# Cervonîi Stav, Bereznehuvate
Cervonîi Stav (în ucraineană Червоний Став) este un sat în comuna Maliivka din raionul Bereznehuvate, regiunea Mîkolaiiv, Ucraina.

## Demografie
Componența lingvistică a localității Cervonîi Stav
     Rusă (86,14%)
     Ucraineană (12,87%)
     Alte limbi (0,99%)
Conform recensământului din 2001, majoritatea populației localității Cervonîi Stav era vorbitoare de rusă (86,14%), existând în minoritate și vorbitori de ucraineană (12,87%).